# Campionati europei di atletica leggera 1978
I XII campionati europei di atletica leggera si sono tenuti a Praga, in Cecoslovacchia (oggi Repubblica Ceca), dal 29 agosto al 3 settembre 1978 allo stadio Evžen Rošický. 

## Fatti salienti
- Pietro Mennea centra la doppia vittoria sui 100 e 200 metri piani consacrandosi come miglior sprinter d'Europa, succedendo al sovietico Valerij Borzov.
- La gara più avvincente e di più elevato tasso tecnico è probabilmente quella del salto in alto femminile, dove Sara Simeoni, per riuscire a prevalere sulla rivale di sempre, la tedesca Rosemarie Witschas (ora sposata Ackermann), è costretta ad eguagliare il record mondiale da lei stessa stabilito il 4 agosto dello stesso anno.
- Nei 400 metri piani femminili la ventunenne tedesca Marita Koch conquista il primo di una lunga serie di allori, portando il record del mondo della specialità sotto i 49". Nella stessa gara, la trentaduenne polacca Irena Szewińska conquista la decima medaglia della sua carriera.
- La finale dei 100 metri ostacoli è stata corsa due volte a causa di un reclamo. Entrambe le gare sono state vinte dalla tedesca Johanna Klier con il medesimo tempo (12"62).
- Delle 40 medaglie d'oro in palio, un terzo sono state vinte dall'Unione Sovietica, un terzo dalla Germania Est e un terzo dalle rimanenti nazioni. Nel computo totale delle medaglie, URSS batte DDR 35 a 32.
- Con 4 medaglie d'oro e una d'argento, l'Italia chiude al quarto posto nel tabellone per nazioni. Oltre ai già citati Mennea e Simeoni, va a medaglie il mezzofondista Venanzio Ortis, grande sorpresa di questi campionati, vincitore dell'oro nei 5000 metri piani e dell'argento nei 10000 metri piani.

## Nazioni partecipanti
Tra parentesi, il numero di atleti partecipanti per nazione.
- Austria (11)
- Belgio (31)
- Bulgaria (24)
- Cipro (1)
- Cecoslovacchia (82)
- Danimarca (10)
- Finlandia (33)
- Francia (51)

- Germania Est (72)
- Germania Ovest (64)
- Gibilterra (1)
- Grecia (13)
- Islanda (5)
- Irlanda (9)
- Italia (43)
- Jugoslavia (14)

- Liechtenstein (2)
- Lussemburgo (6)
- Norvegia (16)
- Paesi Bassi (25)
- Polonia (46)
- Portogallo (4)
- Gran Bretagna (69)

- Romania (24)
- Spagna (16)
- Svezia (31)
- Svizzera (21)
- Turchia (5)
- Ungheria (25)
- Unione Sovietica (92)

## Risultati

### Uomini
| Specialità | Oro                                                                               | Prestazione | Argento                                                                   | Prestazione | Bronzo                                                                                      | Prestazione |
| Corse piane |                                                                                   |             |                                                                           |             |                                                                                             |             |
| 100 metri (dettagli) | Pietro Mennea Italia                                                              | 10"27       | Eugen Ray Germania Est                                                    | 10"36       | Vladimir Ignatenko Unione Sovietica                                                         | 10"37       |
| 200 metri (dettagli) | Pietro Mennea Italia                                                              | 20"16       | Olaf Prenzler Germania Est                                                | 20"61       | Peter Muster Svizzera                                                                       | 20"64       |
| 400 metri (dettagli) | Franz-Peter Hofmeister Germania Ovest                                             | 45"73       | Karel Kolář Cecoslovacchia                                                | 45"77       | Francois Demarthon Francia                                                                  | 45"97       |
| 800 metri (dettagli) | Olaf Beyer Germania Est                                                           | 1'43"84     | Steve Ovett Gran Bretagna                                                 | 1'44"09     | Sebastian Coe Gran Bretagna                                                                 | 1'44"76     |
| 1500 metri (dettagli) | Steve Ovett Gran Bretagna                                                         | 3'35"59     | Eamonn Coghlan Irlanda                                                    | 3'36"57     | David Moorcroft Gran Bretagna                                                               | 3'36"70     |
| 5000 metri (dettagli) | Venanzio Ortis Italia                                                             | 13'28"57    | Markus Ryffel Svizzera Aleksandr Fedotkin Unione Sovietica                | 13'28"66    | Non assegnata per ex aequo argento                                                          | -           |
| 10000 metri (dettagli) | Martti Vainio Finlandia                                                           | 27'30"99    | Venanzio Ortis Italia                                                     | 27'31"48    | Aleksander Antipov Unione Sovietica                                                         | 27'31"50    |
| Corse a ostacoli |                                                                                   |             |                                                                           |             |                                                                                             |             |
| 110 metri ostacoli (dettagli) | Thomas Munkelt Germania Est                                                       | 13"54       | Jan Pusty Polonia                                                         | 13"55       | Arto Bryggare Finlandia                                                                     | 13"56       |
| 400 metri ostacoli (dettagli) | Harald Schmid Germania Ovest                                                      | 48"51       | Dmitrij Stukalov Unione Sovietica                                         | 49"72       | Vasilj Archipenko Unione Sovietica                                                          | 49"77       |
| 3000 metri siepi (dettagli) | Bronisław Malinowski Polonia                                                      | 8'15"08     | Patriz Ilg Germania Ovest                                                 | 8'16"92     | Ismo Toukonen Finlandia                                                                     | 8'18"29     |
| Prove su strada |                                                                                   |             |                                                                           |             |                                                                                             |             |
| Maratona (dettagli) | Leonid Moseev Unione Sovietica                                                    | 2h11'57"5   | Nikolaj Penzin Unione Sovietica                                           | 2h11'59"0   | Karel Lismont Belgio                                                                        | 2h12'07"7   |
| Marcia 20 km (dettagli) | Roland Wieser Germania Est                                                        | 1h23'11"5   | Pëtr Počenčuk Unione Sovietica                                            | 1h23'43"0   | Anatolij Solomin Unione Sovietica                                                           | 1h24'11"5   |
| Marcia 50 km (dettagli) | Jorge Llopart Spagna                                                              | 3h53'29"9   | Veniamin Soldatenko Unione Sovietica                                      | 3h55'12"1   | Jan Ornoch Polonia                                                                          | 3h55'15"9   |
| Salti |                                                                                   |             |                                                                           |             |                                                                                             |             |
| Salto in alto (dettagli) | Vladimir Jaščenko Unione Sovietica                                                | 2,30 m      | Aleksandr Grigor'ev Unione Sovietica                                      | 2,28 m      | Rolf Beilschmidt Germania Est                                                               | 2,28 m      |
| Salto con l'asta (dettagli) | Vladimir Trofimenko Unione Sovietica                                              | 5,55 m      | Antti Kalliomäki Finlandia                                                | 5,50 m      | Rauli Pudas Finlandia                                                                       | 5,45 m      |
| Salto in lungo (dettagli) | Jacques Rousseau Francia                                                          | 8,18 m      | Nenad Stekić Jugoslavia                                                   | 8,12 m      | Vladimir Сepelëv Unione Sovietica                                                           | 8,01 m      |
| Salto triplo (dettagli) | Miloš Srejović Jugoslavia                                                         | 16,94 m     | Viktor Saneev Unione Sovietica                                            | 16,93 m     | Anatolij Piskulin Unione Sovietica                                                          | 16,87 m     |
| Lanci |                                                                                   |             |                                                                           |             |                                                                                             |             |
| Getto del peso (dettagli) | Udo Beyer Germania Est                                                            | 21,08 m     | Aleksandr Baryšnikov Unione Sovietica                                     | 20,68 m     | Wolfgang Schmidt Germania Est                                                               | 20,30 m     |
| Lancio del disco (dettagli) | Wolfgang Schmidt Germania Est                                                     | 66,82 m     | Markku Tuokko Finlandia                                                   | 64,90 m     | Imrich Bugár Cecoslovacchia                                                                 | 64,66 m     |
| Lancio del giavellotto (dettagli) | Michael Wessing Germania Ovest                                                    | 89,12 m     | Nikolaj Grebnev Unione Sovietica                                          | 87,82 m     | Wolfgang Hanisch Germania Est                                                               | 87,66 m     |
| Lancio del martello (dettagli) | Jurij Sedych Unione Sovietica                                                     | 77,28 m     | Roland Steuk Germania Est                                                 | 77,24 m     | Karl-Hans Riehm Germania Ovest                                                              | 77,02 m     |
| Prove multiple |                                                                                   |             |                                                                           |             |                                                                                             |             |
| Decathlon (dettagli) | Aleksandr Grebenjuk Unione Sovietica                                              | 8.340 p.    | Daley Thompson Gran Bretagna                                              | 8.289 p.    | Siegfried Stark Germania Est                                                                | 8.208 p.    |
| Staffette |                                                                                   |             |                                                                           |             |                                                                                             |             |
| 4×100 metri (dettagli) | Polonia Zenon Nowosz Zenon Licznerski Leszek Dunecki Marian Woronin               | 38"58       | Germania Est Manfred Kokot Eugen Ray Olaf Prenzler Alexander Thieme       | 38"78       | Unione Sovietica Sergej Vladimircev Nikolai Kolesnikov Aleksandr Aksinin Vladimir Ignatenko | 38"82       |
| 4×400 metri (dettagli) | Germania Ovest Martin Weppler Franz-Peter Hofmeister Bernd Herrmann Harald Schmid | 3'02"03     | Polonia Jerzy Włodarczyk Zbigniew Jaremski Cezary Łapiński Ryszard Podlas | 3'03"62     | Cecoslovacchia Josef Lomický František Brečka Miroslav Tulis Karel Kolář                    | 3'04"99     |
| record mondiale; record mondiale stagionale; record europeo; record europeo stagionale; record dei campionati; record nazionale; record personale; record personale stagionale. |                                                                                   |             |                                                                           |             |                                                                                             |             |

### Donne
| Specialità | Oro                                                                                         | Prestazione | Argento                                                                                    | Prestazione | Bronzo                                                                          | Prestazione |
| Corse piane |                                                                                             |             |                                                                                            |             |                                                                                 |             |
| 100 metri (dettagli) | Marlies Göhr Germania Est                                                                   | 11"13       | Linda Haglund Svezia                                                                       | 11"29       | Ljudmila Maslakova Unione Sovietica                                             | 11"31       |
| 200 metri (dettagli) | Ljudmila Kondrat'eva Unione Sovietica                                                       | 22"52       | Marlies Göhr Germania Est                                                                  | 22"53       | Carla Bodendorf Germania Est                                                    | 22"64       |
| 400 metri (dettagli) | Marita Koch Germania Est                                                                    | 48"94       | Christina Brehmer Germania Est                                                             | 50"38       | Irena Szewińska Polonia                                                         | 50"40       |
| 800 metri (dettagli) | Tat'jana Providochina Unione Sovietica                                                      | 1'55"80     | Nadežda Mušta Unione Sovietica                                                             | 1'55"82     | Zoja Rigel' Unione Sovietica                                                    | 1'56"57     |
| 1500 metri (dettagli) | Giana Romanova Unione Sovietica                                                             | 3'59"01     | Natalia Mărășescu Romania                                                                  | 3'59"77     | Totka Petrova Bulgaria                                                          | 4'00"15     |
| 3000 metri (dettagli) | Svetlana Ul'masova Unione Sovietica                                                         | 8'33"16     | Natalia Mărășescu Romania                                                                  | 8'33"53     | Grete Waitz Norvegia                                                            | 8'34"33     |
| Corse a ostacoli |                                                                                             |             |                                                                                            |             |                                                                                 |             |
| 100 metri ostacoli (dettagli) | Johanna Klier Germania Est                                                                  | 12"62       | Tat'jana Anisimova Unione Sovietica                                                        | 12"67       | Gudrun Berend Germania Est                                                      | 12"73       |
| 400 metri ostacoli (dettagli) | Tat'jana Zelenсova Unione Sovietica                                                         | 54"89       | Sylvia Holmann Germania Ovest                                                              | 55"14       | Karin Roßley Germania Est                                                       | 55"36       |
| Salti |                                                                                             |             |                                                                                            |             |                                                                                 |             |
| Salto in alto (dettagli) | Sara Simeoni Italia                                                                         | 2,01 m      | Rosemarie Ackermann Germania Est                                                           | 1,99 m      | Brigitte Holtzapfel Germania Ovest                                              | 1,95 m      |
| Salto in lungo (dettagli) | Vilma Bardauskiene Unione Sovietica                                                         | 6,88 m      | Angela Voigt Germania Est                                                                  | 6,79 m      | Jarmila Nygrýnová Cecoslovacchia                                                | 6,69 m      |
| Lanci |                                                                                             |             |                                                                                            |             |                                                                                 |             |
| Getto del peso (dettagli) | Ilona Slupianek Germania Est                                                                | 21,41 m     | Helena Fibingerová Cecoslovacchia                                                          | 20,86 m     | Margitta Pufe Germania Est                                                      | 20,58 m     |
| Lancio del disco (dettagli) | Evelin Jahl Germania Est                                                                    | 66,98 m     | Margitta Pufe Germania Est                                                                 | 64,04 m     | Natal'ja Gorbačёva Unione Sovietica                                             | 63,58 m     |
| Lancio del giavellotto (dettagli) | Ruth Fuchs Germania Est                                                                     | 69,16 m     | Teresa Sanderson Gran Bretagna                                                             | 62,40 m     | Ute Hommola Germania Est                                                        | 62,32 m     |
| Prove multiple |                                                                                             |             |                                                                                            |             |                                                                                 |             |
| Pentathlon (dettagli) | Margit Papp Ungheria                                                                        | 4.655 p.    | Burglinde Pollak Germania Est                                                              | 4.600 p.    | Kristine Nitzsche Germania Est                                                  | 4.599 p.    |
| Staffette |                                                                                             |             |                                                                                            |             |                                                                                 |             |
| 4×100 metri (dettagli) | Unione Sovietica Vera Anisimova Ljudmila Maslakova Ljudmila Kondrat'eva Ljudmila Storoškova | 42"54       | Gran Bretagna Beverley Goddard Kathryn Smallwood Sharon Colyear Sonia Lannaman             | 42"72       | Germania Est Johanna Klier Monika Hamann Carla Bodendorf Marlies Göhr           | 43"07       |
| 4×400 metri (dettagli) | Germania Est Christiane Marquardt Barbara Krug Christina Brehmer Marita Koch                | 3'21"20     | Unione Sovietica Tat'jana Proročenko Nadežda Mušta Tat'jana Providochina Marija Kul'čunova | 3'22"53     | Polonia Małgorzata Grajenska Krystyna Kasprzyk Genoweta Blaszak Irena Szewińska | 3'26"76     |
| record mondiale; record mondiale stagionale; record europeo; record europeo stagionale; record dei campionati; record nazionale; record personale; record personale stagionale. |                                                                                             |             |                                                                                            |             |                                                                                 |             |

## Medagliere
Legenda
     Paese ospitante
| Posizione | Paese            | Oro | Argento | Bronzo | Totale |
| --------- | ---------------- | --- | ------- | ------ | ------ |
| 1         | Unione Sovietica | 12  | 12      | 11     | 35     |
| 2         | Germania Est     | 12  | 10      | 10     | 32     |
| 3         | Germania Ovest   | 4   | 2       | 2      | 8      |
| 4         | Italia           | 4   | 1       | 0      | 5      |
| 5         | Polonia          | 2   | 2       | 3      | 7      |
| 6         | Gran Bretagna    | 1   | 4       | 2      | 7      |
| 7         | Finlandia        | 1   | 2       | 3      | 6      |
| 8         | Jugoslavia       | 1   | 1       | 0      | 2      |
| 9         | Francia          | 1   | 0       | 1      | 2      |
| 10        | Spagna           | 1   | 0       | 0      | 1      |
| 10        | Ungheria         | 1   | 0       | 0      | 1      |
| 12        | Cecoslovacchia   | 0   | 2       | 3      | 5      |
| 13        | Romania          | 0   | 2       | 0      | 2      |
| 14        | Svizzera         | 0   | 1       | 1      | 2      |
| 15        | Irlanda          | 0   | 1       | 0      | 1      |
| 15        | Svezia           | 0   | 1       | 0      | 1      |
| 17        | Belgio           | 0   | 0       | 1      | 1      |
| 17        | Bulgaria         | 0   | 0       | 1      | 1      |
| 17        | Norvegia         | 0   | 0       | 1      | 1      |
| Totale    | Totale           | 40  | 41      | 39     | 120    |